# Order Zasługi Dolnej Saksonii
Order Zasługi Dolnej Saksonii (niem. Der Niedersächsischer Verdienstorden) – odznaczenie za zasługi nadawane przez niemiecki kraj związkowy Dolna Saksonia.

## Historia
Order został ustanowiony 27 marca 1961 roku przez Ministerstwo Krajowe (Landesministerium) landu Dolnej Saksonii jako nagroda za wybitną działalność dla kraju Dolna Saksonia lub dla dobra jej ludności. Działalność musi być dobrowolna i wychodzić poza zakres obowiązków służbowych czy pracy we własnym przedsiębiorstwie, nawet gdy posiada ono duże znaczenie dla gospodarki krajowej. Orderem nagradza się m.in. działalność dla zachowania i rozwoju języka dolnoniemieckiego. Nadawany jest przez prezesa Rady Ministrów rządu krajowego, który jest posiadaczem orderu ex officio. Jako jedyne odznaczenie krajów związkowych Order Zasługi Dolnej Saksonii posiada trzy klasy:
- Wielki Krzyż Zasługi (Großes Verdienstkreuz, I kl.), porównywalny z komandorią (III kl.) w systemie Legii Honorowej
- Krzyż Zasługi, Krzyż Zasługi I Klasy (Verdienstkreuz, Verdienstkreuz 1. Klasse, II kl.), odpowiadający Krzyżowi Oficerskiemu (IV kl.) w pow. systemie
- Krzyż Zasługi na Wstędze (Verdienstkreuz am Bande, III kl.), odpowiadający Krzyżowi Kawalerskiemu (V kl.) w pow.systemie

Order może być nadany wielokrotnie, ale tylko jeden raz w danej klasie. Między nadaniem poszczególnych klas muszą upłynąć co najmniej trzy lata. Posiadacze najwyższego odznaczenia landu, zwanego Medalem Krajowym Dolnej Saksonii są automatycznie kawalerami Wielkiego Krzyża Orderu Zasługi. Osoby karane sądownie orderu otrzymać nie mogą, może być także odebrany odznaczonemu w wypadku kary sądowej za przestępstwo.
Od roku 1968 do 2005 order nadano: Wielki Krzyż 331 osobom, w tym 11 kobietom, Krzyż Zasługi 701 osobom, w tym 50 kobietom, Krzyż Zasługi na Wstążce 1132 osobom, w tym 180 kobietom. Liczba żyjących odznaczonych nie jest ustawowo ograniczona, ustawa nie określa także procedury składania wniosków o nadanie odznaczenia.

## Insygnia
Oznaka orderu to emaliowany na czerwono ze srebrnym obramowaniem krzyż maltański bez kulek na szpicach ramion. W medalionie awersu znajduje się herb Dolnej Saksonii, prastary, pochodzący jeszcze z czasów pierwszych Welfów symbol białego rumaka w czerwonym polu pędzącego na prawo. Przy noszonej na szyi I klasie rewers jest emaliowany, ale nie posiada medalionu ani napisów. II klasę nosi się na agrafie na lewej piersi, rewers oznaki jest srebrny i nieemaliowany, tak samo wygląda rewers oznaki III klasy, noszonej na wstędze na lewej piersi. Wstęga jest ciemnoczerwona z obustronnymi białymi bordiurami.